# Vodopád Juráňovho potoka
Vodopád Juráňovho potoka je tektonický vodopád v Západních Tatrách v okrese Tvrdošín na severním Slovensku.

## Charakteristika
Nachází se v Juráňove dolině v místě tektonického styku hornin s různou odolností na vápencovém podloží. Vodopád vytváří Juráňov potok, který je nad ním v nadmořské výšce 900 m široký 1,4 m. Výška vodopádu je přibližně 1 m.

## Přístup
Vodopád je přístupný po naučné stezce, která vede Juráňovou dolinou.